# فاسيلي إم. بوبوف
فاسيلي إم. بوبوف (بالإنجليزية: Vasile M. Popov)‏ هو رياضياتي ومهندس أمريكي، ولد في 7 يوليو 1928 في غالاتس في رومانيا.